# 宮岡絵美
宮岡 絵美（みやおか えみ）は、日本の詩人。大阪府枚方市出身・在住。京都工芸繊維大学繊維学部応用生物学科卒業。地方公務員の傍ら、『現代詩手帖』等に寄稿。増井哲太郎により作曲され、紀尾井ホールで初演された組曲「平行世界、飛行ねこの沈黙」は神戸大学、北海道大学、早稲田大学、同志社大学等により演奏されている。2017年、詩集二冊とCDがHarvard-Yenching Library に所蔵された。

## 著書

### 詩集
- 『鳥の意思、それは静かに』（2012年4月17日、港の人）第63回H氏賞候補
- 『境界の向こう』（2015年10月31日、思潮社）第21回中原中也賞候補　第26回日本詩人クラブ新人賞候補

### 楽譜
- 『平行世界、飛行ねこの沈黙』（2014年8月30日、カワイ出版、ISBN 978-4-7609-1352-7）

## 寄稿作品

### 詩
- 「Hybrid topology」-（『現代詩手帖』2013年4月号、新鋭詩集2013）
- 「既知、あるいは未知」-（『現代詩手帖』2016年8月号、2010年代の詩人たち）
- 「Early in Summer, Diophantine Approximation」（『POETRY』（USA）2022年4月号）